# Al-Gharbiyya (guvernement)

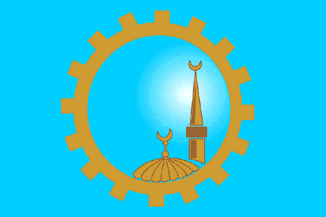
Guvernementets flagga.

Lägeskarta.

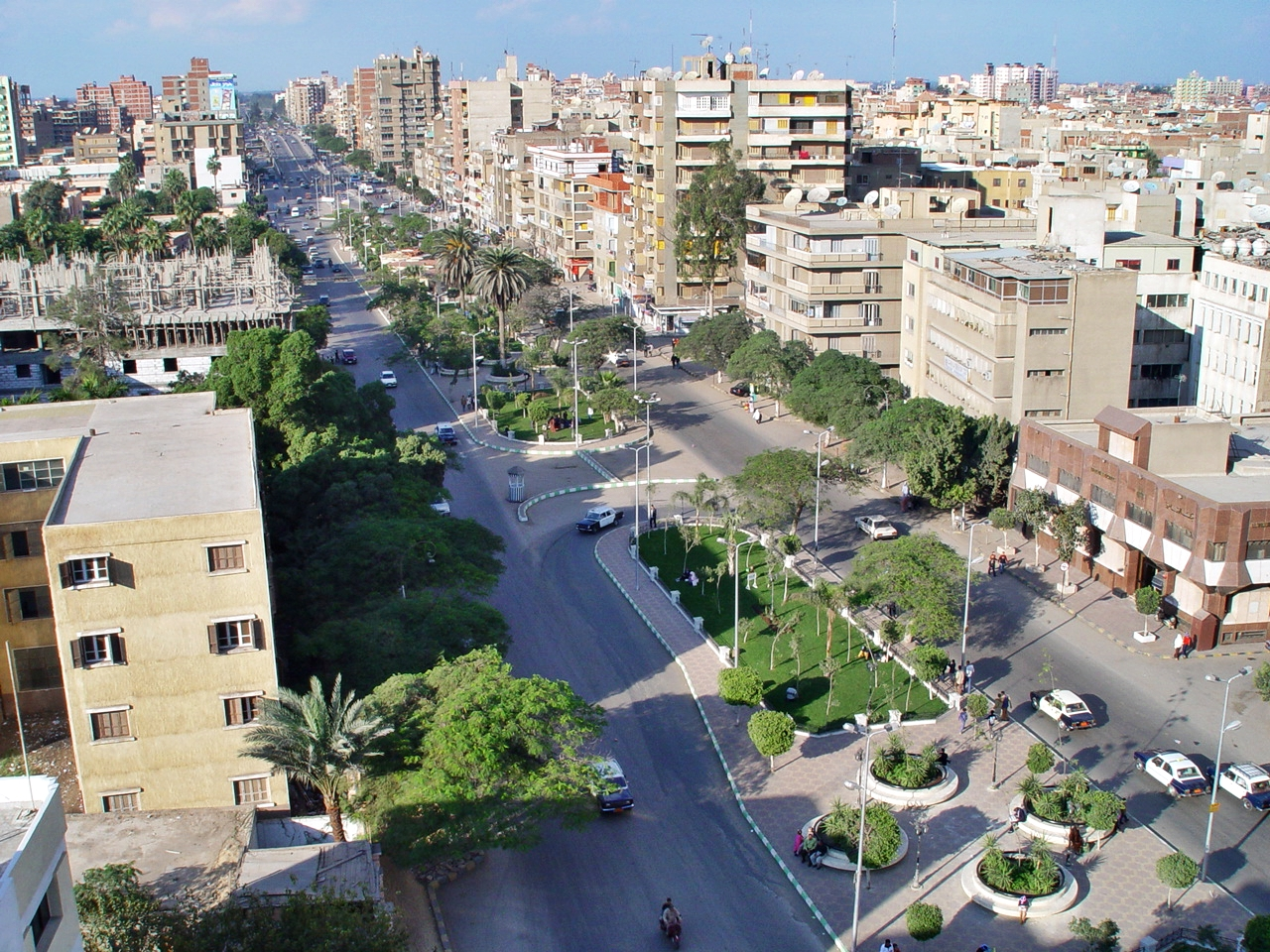
Vy från Tanta.

Guvernementet al-Gharbiyya (arabiska: محافظة الغربية, Muhafazat al-Gharbiyya) är ett av Egyptens 27 muhāfazāt (guvernement). Guvernementet ligger i landets norra del (Nedre Egypten) mitt i Nildeltat.

## Geografi
Guvernementet har en yta på cirka 1 942 km²med cirka 5,0 miljoner invånare. Befolkningstätheten är cirka 2 575 invånare/km².
Middle Delta-universitet, grundat 1962 (då som campus till Alexandria-universitetet och upphöjt till eget universitet 1972), ligger i Tanta.

## Förvaltning
Guvernementets ISO 3166-2 kod är EG-GH och huvudort är Tanta. Guvernementet är ytterligare indelat i 8 markas (områden) och 6 kism (distrikt).
Andra större städer är al-Mahalla al-Kubra (som är guvernementets största stad och var huvudort fram till 1836), Samannūd och Zifta.